# Zabawa na 102
Zabawa na 102 – drugi album zespołu Milano wydany w 1993 roku w firmie fonograficznej Blue Star. Płyta zawiera 10 piosenek.

## Lista utworów
1. "Narelle woda" - 4:05
2. "Szumi las" - 3:50
3. "Łazienkowicz" - 3:20
4. "Nr 7" - 3:50
5. "Adela" - 3:30
6. "Brzdąc" - 3:30
7. "Po ciężkiej nocy" - 3:50
8. "Dziadek babkę" - 3:50
9. "Franio" - 3:30
10. "Zabawa na 102" - 3:40